# British Journal of Cancer
British Journal of Cancer is een internationaal, aan collegiale toetsing onderworpen wetenschappelijk tijdschrift op het gebied van de oncologie. De naam wordt in literatuurverwijzingen meestal afgekort tot Br. J. Canc. Het wordt uitgegeven door Nature Publishing Group namens Cancer Research UK en verschijnt 2 keer per maand. Het eerste nummer verscheen in 1947.